# Tornillo de hielo

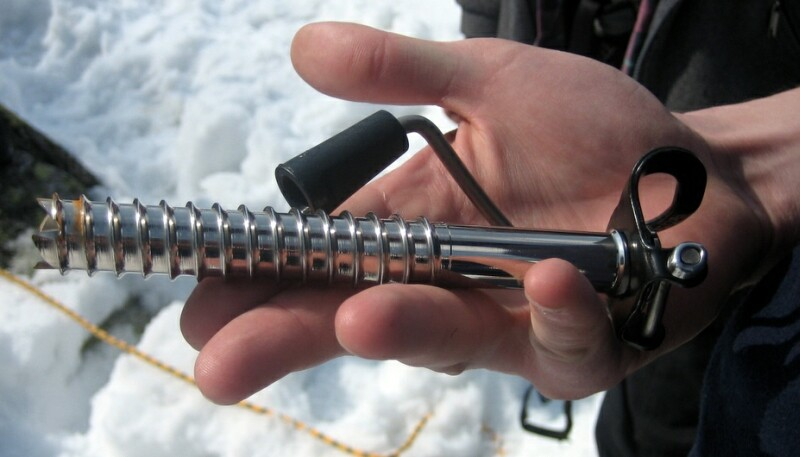
Tornillo de hielo

El tornillo para hielo es un tipo de anclaje utilizado para el seguro sobre hielo, que se coloca atornillando. A diferencia del tornillo, con un clavo de hielo, nos referimos a un ancla que requiere percusión con un martillo para ser insertado. Dada la menor facilidad de uso y la posibilidad de dañar el hielo, se han vuelto menos utilizados que los tornillos.

## Descripción

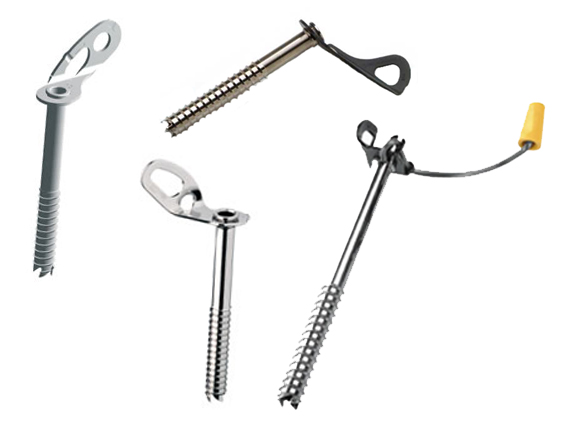
Varios modelos de tornillo de hielo

El tornillo para hielo tiene una estructura tubular y hueca, lisa en el interior y con la rosca en el exterior. En la punta hay proyecciones afiladas, mientras que en el otro extremo hay una placa con el anillo para el mosquetón. Tiene una longitud de 15-25 cm y un diámetro variable según los modelos. Está regulado por la norma europea EN 568.
La estanqueidad del tornillo depende de las condiciones del hielo. Es seguro con hielo compacto y duro (baja temperatura, color blanco-azul y sin aire) o tipo muy compacto y duro (muy baja temperatura, color transparente y sin aire). No es seguro con hielo poroso, que tiene inclusiones de aire, temperaturas justo por debajo de 0 ° y color opaco.

## Utilización

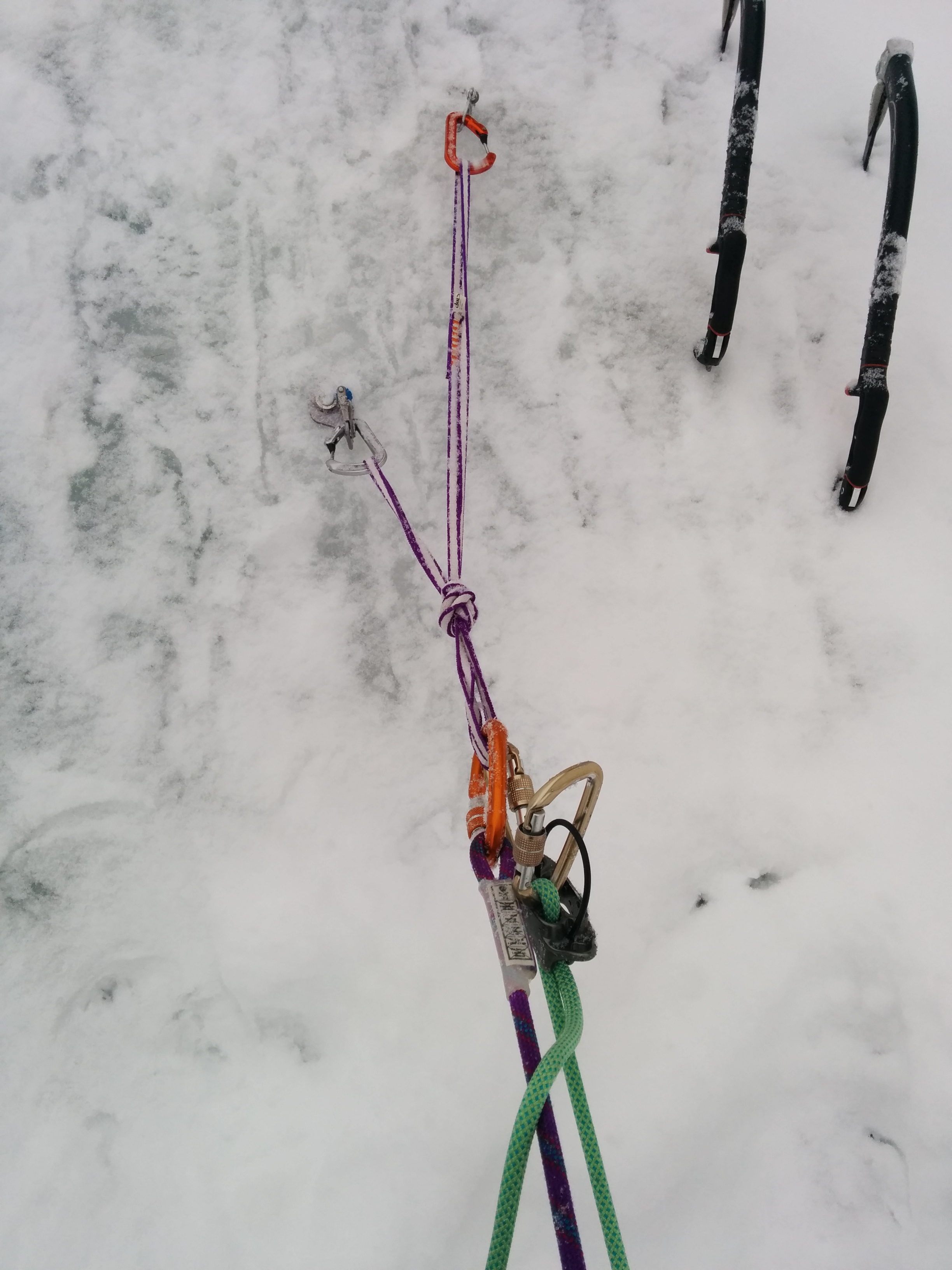
Reunión de aseguramiento con tornillos de hielo

Para usar un tornillo, la superficie del hielo se prepara con un piolet, se crea un orificio de invitación y luego se atornilla en su lugar con la mano, girando la placa del gancho de seguridad, o haciendo palanca con una herramienta, o en algunos modelos con una manivela especial. El ángulo del eje del tornillo con respecto a la pendiente debe ser de 90 °.